# Bronsåldern

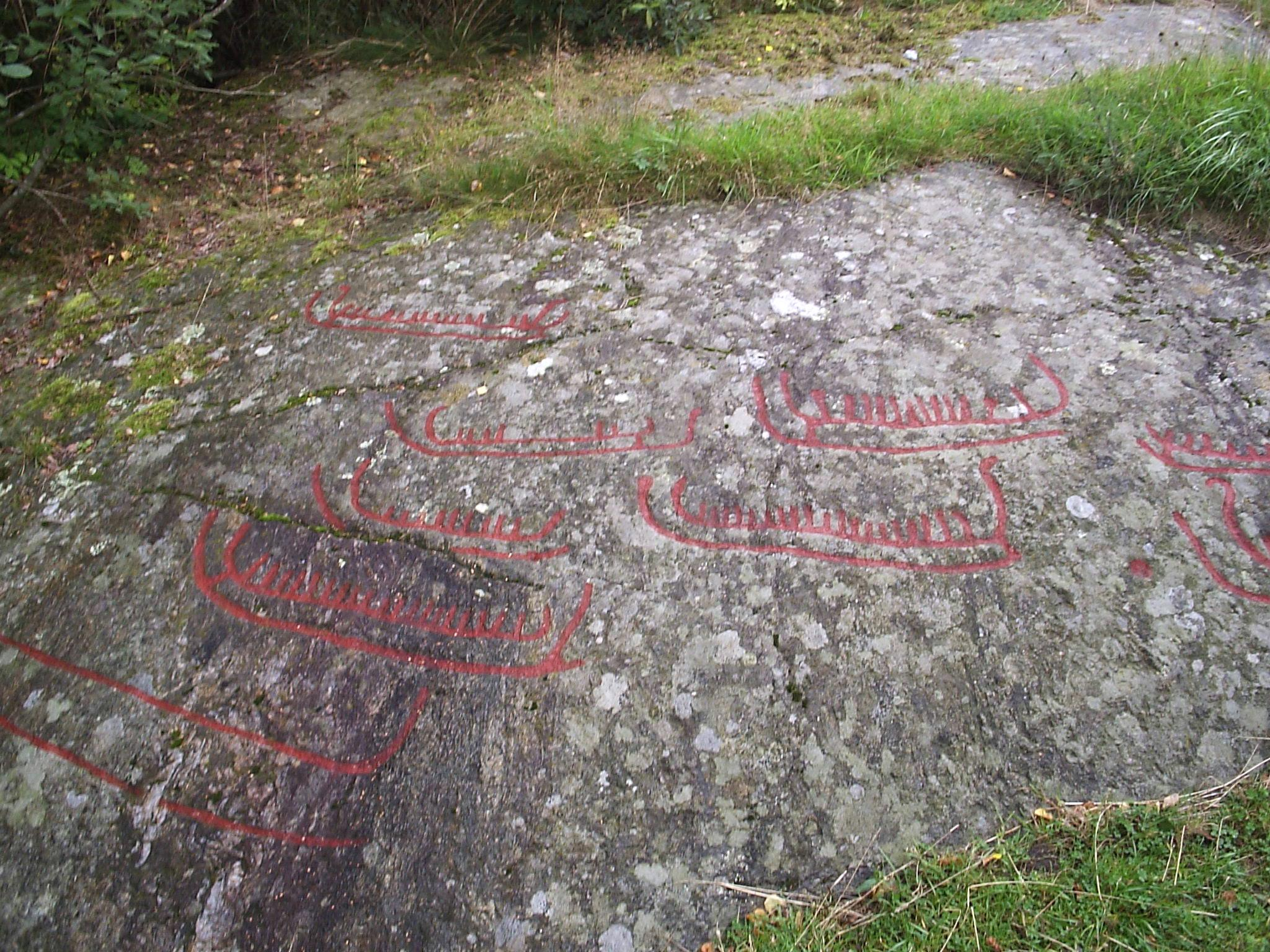
Vid Basteröd på Tjörn finns denna hällristning med bland annat skepp och skålgropar.

Bronsåldern är den tidsepok enligt Thomsens treperiodsystem för Gamla världens förhistoriska tid då bronset var råmaterialet för redskap och vapen. I andra delar av världen, inklusive större delen av Afrika söder om Sahara, har utvecklingen tagit andra vägar, och andra klassificeringssystem används.

## Bronsåldern som historiografiskt begrepp

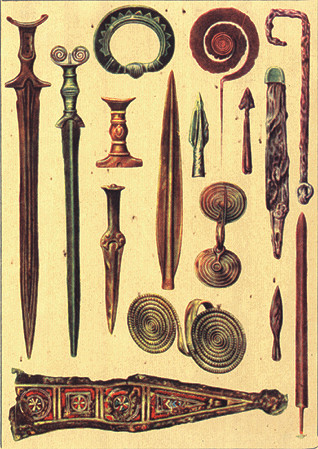
Vapen, smycken och en nyckel från bronsåldern och den äldre järnåldern.

När Thomsen formulerade sin indelning på 1830-talet byggde den enbart på iakttagelsen att sten- respektive bronsföremålen tycktes härstamma från tider då redskapsbeståndet huvudsakligen utgjordes av sten respektive brons. Systemet var främst avpassat för Skandinavien och visade sig även fungera inom norra och mellersta Europa. I medelhavsområdet och Mellanöstern fanns redan en skriftlig kultur under bronsens tid som främsta redskapsmetall och där har inte definitionen fått samma genomslag. Normalt används inte heller bronsålder för att definiera tidsperioder på andra håll i världen men man använder det ibland i överförd betydelse för att beteckna kulturer där bronsen men inte järnet varit känt. Efter Thomsen kom man även att upptäcka att bronsens inträde som redskapsmaterial i Skandinavien föregicks av en tid då koppar användes i redskap. Eftersom dessa redskap dock är ganska sällsynta och perioden i många avseenden kulturellt mer liknar tidigare delar av neolitikum räknas kopparstenåldern normalt till stenålderns yngsta period.
Bronsåldern i Skandinavien avslutas då man övergår till att tillverka redskap i järn. Då hade järnet varit känt och använt i flera hundra år, om än främst som en enklare ersättning till brons. Järnålderns inträde markerar dock på ett tydligt sätt ett brott mot de gamla maktstrukturerna, liksom ett brott av de dåvarande handelskontakterna och i Mellaneuropa förmodligen av större folkvandringar och en krigisk tid. Det är samtidigt en period av förändrat klimat, vilket gör perioden till en lämplig avslutningstid.
Bronsåldern i Sydskandinavien brukar normalt omfatta perioden 1800–500 f.Kr.

## Fyra samhällen, fem floder
Några av de första stora samhällena uppstod kring fem av världens största floder – Eufrat och Tigris, Nilen, Indus och Gula floden. Människor drogs till floderna bland annat därför att klimatet förändrades. Det blev varmare och torrare och skogarna och grässlätterna förvandlades långsamt till stäpp och öken. Därför flyttade människor till de områden där det fanns vatten och bördig jord, främst runt de stora floderna.

## Bronsens intåg
Redan 3000 f.Kr. framställdes bronsyxor i Thailand. Från ungefär samma tid finns fynd av arsenikhaltiga kopparföremål från Främre Orienten, där kopparföremål tillverkats ända sedan 9500 f.Kr., arsenikbrons. Arseniken var egentligen en förorening men den gjorde kopparn mer lättsmält och mindre porös och gav den egenskaper liknande bronsens. Inte långt därefter framställde man även i orienten föremål i brons. Från Orienten spred sig kunskapen om bronsgjutningen under 2000-talet f.Kr. längs Donau till Ungern och Böhmen, som kom att bli ett centrum för den europeiska bronsålderskulturen. Strax före 2000 f.Kr. nådde bronsen England och under perioden 2000–1800 f.Kr. växte de brittiska öarna fram som den viktigaste tennexportören i Europa.

## Inledning
Bronsåldern var en tid då en ny elit bestående av mycket skickliga hantverkare och specialister, liksom ett helt nytt, mer hierarkiskt, samhällssystem växte fram; och det var nu som de första egentliga staterna uppstod. Detta åtföljdes av nya religioner som understödde dessa nya förhållanden. Utmärkande för tiden var vikten av långväga resor, åtminstone i jämförelse med den tidigare perioden, kallad "neolitikum". Gudar skapades och gamla gudar omdefinierades. Gudar som för krig, och representerar hantverk eller resor och så vidare kom nu att uppstå. Resorna medförde att en likartad föreställningsvärld fick spridning över ett stort område. Denna kan bland annat studeras i historier som till exempel Iliaden och Odysséen, Gilgamesheposet och de keltiska sagorna. Troligen skrevs dock dessa ned långt senare.
| Region          | Tidsperiod             | Exempel på kultur                                            |
| --------------- | ---------------------- | ------------------------------------------------------------ |
| Södra Norden    | 1800–500 f.Kr.         | Nordisk bronsålderskultur                                    |
| Centraleuropa   | 2200–950 f.Kr.         | Urnefältskulturen                                            |
| Grekland        | 3000–1100 f.Kr.        | Minoisk kultur                                               |
| Främre Orienten | 3500–1100 f.Kr.        | Urukkulturen                                                 |
| Sydostasien     | 2100 f.Kr. – 200 e.Kr. | Ban Chiang                                                   |
| Kina            | 2100–770 f.Kr.         | Anyang under Shangdynastin                                   |
| Egypten         | 3000 f.Kr. – 500 f.Kr. | Tidig dynastisk tid, Gamla riket, Mellersta riket, Nya riket |

## Mellanöstern och östra Medelhavsområdet

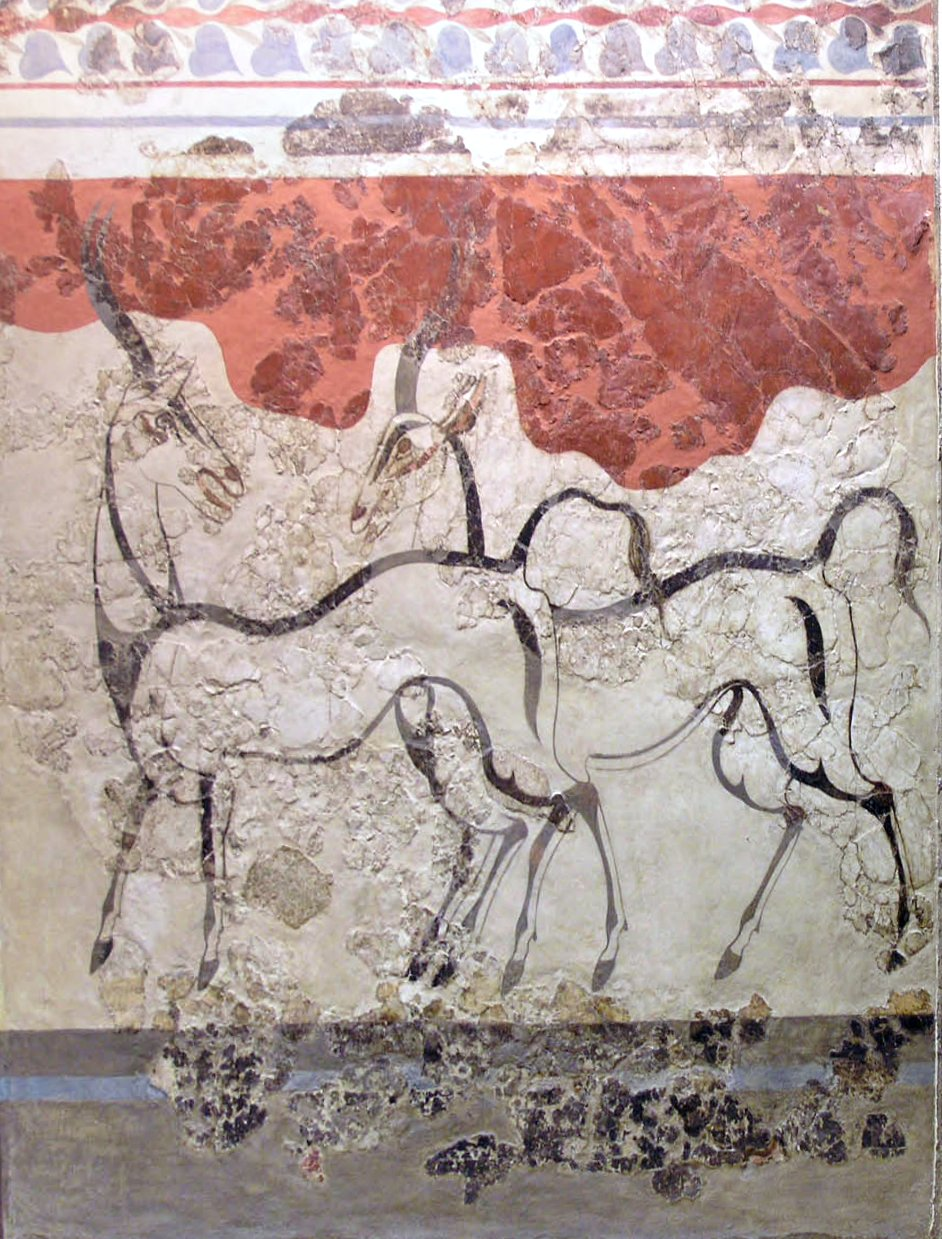
Senkykladisk fresk med antiloper från Akrotiri.

Bronsåldern i Mellanöstern och östra Medelhavet präglades av perioder av centralisering och decentralisering. Dock var den politiska och ekonomiska grunden stadsstater och dessas regionala områden. Under vissa perioder kontrollerades området av ett dominerande stadsvälde eller en härskarfamilj. Den första var Uruk och dess urbanisering under början och mitten av det fjärde årtusendet. Därefter kom området att bestå av konkurrerande stadsstater där kontrollen över större områden endast kunde hållas under en kort tid. Efter detta följde en centralt enad politik som började med Sargon av Akkad. Efter detta var det återigen konkurrerande stadsstater som stred om makten. Denna period efterföljdes mellan cirka 1500–1200 f.Kr. av Mykene, Hatti, Assyrien, Babylonien och Egypten. Dessa stater hade en nedgångsperiod under 1200-talet före Kristus, vilken resulterade i folkvandring och misär. Mellan dessa cykler inföll kris och krig, invasioner från olika stammar och ödeläggelse av städerna. En del kriser kan även kopplas till de klimatförändringar som inträffade på 2300-talet f.Kr., liksom kollapsen av Uruk runt 3000 f.Kr. som medförde folkvandringar.
Under hela bronsåldern kan man skönja en allt större förmåga att kontrollera territorier och att ta ut tributer och skatter. Stora områden med fri boskapsskötsel låg utanför makthavarnas kontroll, medan det i slutet av årtusendet rådde motsatsen i vissa stater.
Privatiseringen ökade under tredje årtusendet i Mesopotamien, specialiserade och självständiga handelsmän organiserade i familjeföretag och gillen utvecklades parallellt med mellanösterns stadsstater och man kan se självständiga handelsföretag från början av andra årtusendet bli allt mer tydliga i fyndmaterialet exemplifierad med karavanrutten mellan Assur och Kanesh. Balansen mellan tempel/palats-samhället och den privata företagssamheten av fria bönder, hantverkare och slavar ändrades långsamt över tiden. En följd av detta var att skuldsättningen hos privatpersoner ökade och eftersom staten inte längre utjämnade alla skulder som man av tradition tidigare hade gjort innebar att människor flydde till andra områden och länder.
Stadsstaterna som sådana var under hela perioden multietniska och flera språk talades, från handelskolonier till invandrande grupper som hantverkare, handelsmän, boskapsskötare och krigare. Dessa kom under vissa perioder att dominera och tom ta över områden när staterna var på nedgång. Hurriter i norra Mesopotamien och Syrien, kassiter i Babylonien och hyksos i Egypten är typiska exempel på detta. Lojaliteten låg inte i det etniska eller till ett visst språk utan till kungen i stadsstaten. Det är en av förklaringarna till det enorma kontaktnätet som utvecklades i Eurasien under bronsåldern.
Ledarskapet var teokratiskt. Ledarna hade en direkt länk till gudarna. Kungarna genomförde ritualer som om de vore gudar och gudarna kunde ibland vara människor. Stilen och ritualerna varierade medan Gud i ledarskapsbanden var starka. Handel, resor och esoterisk kunskap var en integrerad del av maktutövandet.

## Europa
Huvudartikel: Europeisk bronsålder
Den europeiska bronsåldern var en tid för resor och kontakter, därför kom hela kontinenten att få en snabb utveckling jämfört med tidigare neolitikum. Föremål och idéer transporterades snabbt. Därför kan man i fyndföremålen se stora likheter mellan olika platser i Europa. En viktig handelsvara var saltet, vilket medförde ett stort kontaktnät med Hallstatt och Durrnberg i Salzkammergut i Österrike och Halle/Saaleregionen i Tyskland. Centraleuropa fick en särskild betydelse i produktion och handel med brons och järn. 

### Norden
Huvudartikel: Sverige under bronsåldern

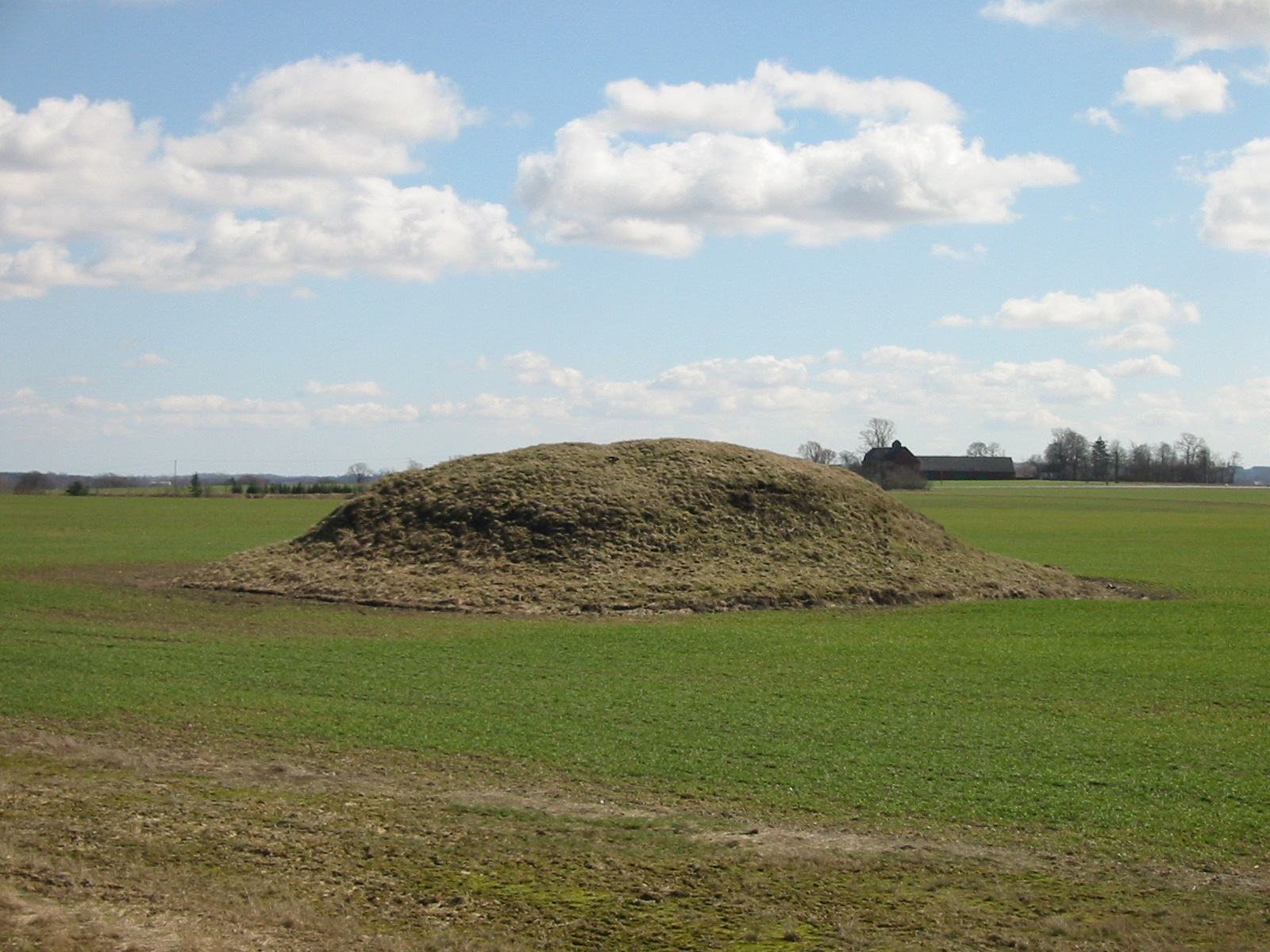
Gravhög från bronsåldern (Gårdstånga, Skåne).

Bronsåldern började cirka år 1500 f.Kr. i Skandinavien. I Norden delas den vanligen in i sex perioder (Oscar Montelius periodindelning):
| Beteckning | Tidsperiod      |
| ---------- | --------------- |
| Period I   | 1700–1500 f.Kr. |
| Period II  | 1500–1300 f.Kr. |
| Period III | 1300–1100 f.Kr. |
| Period IV  | 1100–900 f.Kr.  |
| Period V   | 900–600 f.Kr.   |
| Period VI  | 600–500 f.Kr.   |

Period I–III motsvarar den äldre bronsåldern och period IV–VI motsvarar den yngre bronsåldern. 
Förutom bronsen som är en legering av koppar och tenn, fanns endast en ren metall, guld. Alla föremål av brons blev gjutna och konsten att gjuta i olika formar var förvånansvärt utvecklad. Av brons tillverkades mest verktyg, vapen, prydnader och kärl. Av guld gjordes smycken och prydnader. I bronsålderns slutskede började man även framställa järn vars hårda starka material främst användes till verktyg, nålar och prylar och som skoningar på bronssköldar.
Människorna levde många tillsammans i långhus där bostaden delades med de mindre husdjuren och de arbetade med boskapsskötsel och jordbruk. Hästen användes som riddjur och dragdjur. Fiske och jakt bedrevs givetvis också liksom insamlande av rötter, bär, frukt och nötter.
Dräktskicket är endast delvis känt, men genom de danska och sydsvenska ekkistgravarna i torvhögar finns det flera exempel på bevarade klädedräkter. Mansdräkten utgjordes av en mössa, en vid, rundskuren kappa, en ärmlös yllekolt och smala yllestycken som troligen virades om benen. Strumpor och byxor fanns inte. På fötterna hade man sandaler eller en sorts fotlappar. En dräkt, tillhörig en ung kvinna med en tröja med ärmar och en lång eller kort kjortel, som hölls ihop kring midjan med yllesnoddar som virades i flera varv och slutade i tjocka tofsar. Den ganska originella dräkten har antagits möjligen vara en spåkvinna eller rituell dräkt av något slag. I andra gravar har kvinnorna påträffats med långa yllekjolar med flera meters vidd. Kvinnorna bar dessutom präktiga smycken. En cirkelrund bronsplatta fästes som ett spänne fram på magen, vidare bar hon arm- och halsringar och dräktnålar. Frisyren flätades estetiskt in under ett skyddande hårnät gjort av tagel.
Värt att notera är också att gravmiljön i ekkistorna inte bevarar linnetyg utan endast ylle. Vi vet att även lin odlades och spanns vid den här tiden.
Typiska fornlämningar från svensk bronsålder är skålgropar och hällristningar. Betydelsen av ristningarna är oklar, och bildframställningarna varierar från plats till plats, men solsymboler är ett vanligt inslag, inlånat från kontinenten. Under äldre bronsåldern började stora gravmonument, i form av storhögar eller gravhögar att dyka upp i Sydskandinavien, ett gravskick som kom invandrande från Centraleuropa. Under den yngre bronsåldern gör brandgravskicket sitt inträde.

## Amerika

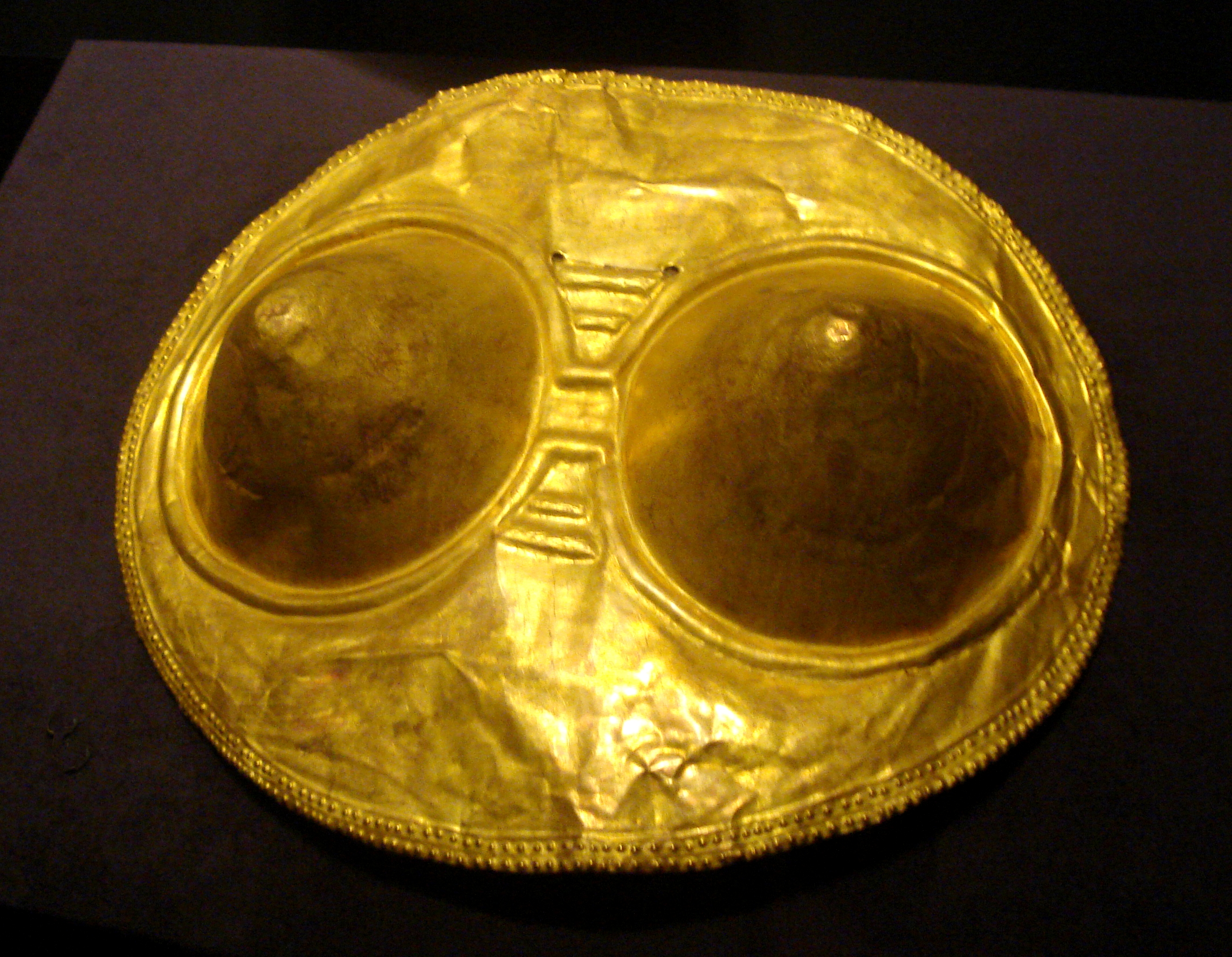
Tumbaga är en legering av koppar och guld.

För nya världen delas forntiden inte i epoker efter verktygsmaterial. Trots allt fanns i Amerika några kulturer som kan jämföras med bronsåldern i gamla världen. Till exempel var Chimúfolket (omkring 1270 till 1470) framgångsrik i framställningen av brons innan de blev uppslukade av inkafolket. Även under mochekulturen (fram till 600-talet) fanns kopparföremål och en legering av guld och koppar som senare av upptäcktsresande från Spanien fick namnet Tumbaga. 
De kulturer som mellan 900 och 1600 levde vid Mississippifloden kan räknas till kalkolitikum. 
Däremot hade andra kända indianfolk som maya, tolteker och azteker inga metallföremål av betydelse, enda undantaget var objekt för ritualer, men dessa var oftast av ädelmetall. Enkla verktyg skapades däremot av organiska ämnen eller sten.